# Кортні Метьюсон
Кортні Метьюсон  (англ. Courtney Mathewson, 14 вересня 1986) — американська ватерполістка, дворазова олімпійська чемпіонка, чемпіонка світу.

## Виступи на Олімпіадах
| Олімпіада           | Дисципліна | Місце |
| ------------------- | ---------- | ----- |
| Лондон 2012         | водне поло | 1     |
| Ріо-де-Жанейро 2016 | водне поло | 1     |